# Puente Arq. Cristóbal Roda Daza
El Puente Arq. Cristóbal Roda Daza, comúnmente conocido como Puente Urubó Village, es un puente vehícular de inversión privada, que conecta al municipio de Porongo con la ciudad de Santa Cruz de la Sierra. Es el segundo puente vehícular que conecta Porongo con Santa Cruz de la Sierra cruzando el río Piraí. El puente tienen una medición de unos 420 metros de largos y 12,5 metros de ancho. Fue entregado por la empresa inmobiliaria Urubó Village el 30 de septiembre de 2024, y con una inversión de 12 millones de dólares estadounidenses (USD). La construcción fue realizado en 18 meses, siendo habilitado el 2 de octubre de 2024.

## Historia

### Inicio de construcción
El miércoles 15 de marzo de 2023, en el Paseo de los Próceres, al final de la avenida Roca y Coronado, y cerca de las Cabañas del río Piraí, se hizo el acto de apertura de la construcción del Puente Urubó Village, con la asistencia de autoridades departamentales y municipales del departamento de Santa Cruz, empresarios privados, invitados especiales, prensa y población en general. La gran infraestructura tuvo previsto entregarse en septiembre de 2024, y se calculó unos 1000 empleos tanto directos como indirectos. La apertura de la construcción del puente fue posible después de aprobarse la licencia ambiental de parte del Gobierno Autónomo Departamental de Santa Cruz, homologado por el Ministerio de Medio Ambiente y Agua del Gobierno Nacional. La obra tiene como función de descongestionar el tráfico vehícular en el Puente Mario Foianini.